# براندون كينغ (لاعب كرة قدم أمريكية)
براندون كينغ (بالإنجليزية: Brandon King)‏ هو لاعب كرة قدم أمريكية أمريكي، ولد في 28 يناير 1987 في آيوا سيتي في الولايات المتحدة.

## وصلات خارجية
- براندون كينغ على موقع مرجع كرة القدم المحترفة.كوم (الإنجليزية)